# 부셰르주

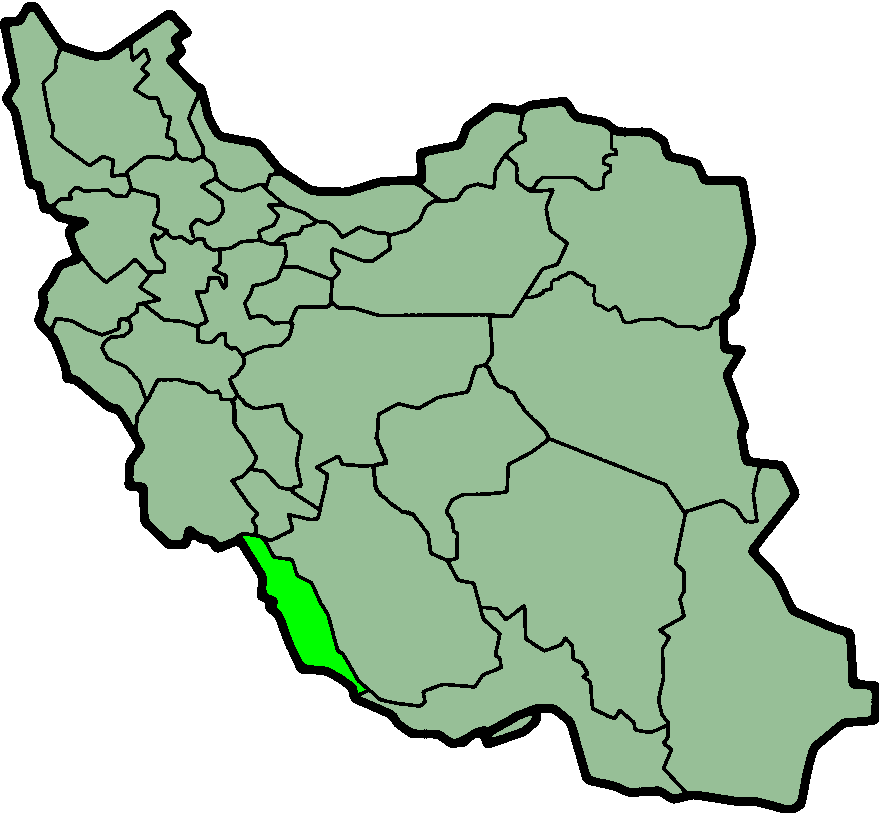
부셰르주

부셰르주(페르시아어: استان بوشهر)는 이란을 구성하는 30개 주 가운데 하나로, 이란 남부와 기다란 페르시아만에 있는 긴 해안선에 위치하고 있다. 주도는 부셰르이며 면적은 22,743km2, 인구는 886,267명(2005년 기준)이다.
부셰르주의 도시로 부셰르, 다슈테스탄, 다슈티, 다예르, 데일람, 잠, 칸간, 가나베흐, 탄게스탄이 있다.